# مصطفى أوزترك
مصطفى أوزتُرك (بالتركية: Mustafa Öztürk)‏ (ولد: 7 يناير 1965، في «يامينو» في بلغاريا) سياسي تركي. ونائب سابق في البرلمان التركي في دورته (24) ممثلا عن حزب العدالة والتنمية.